# Diskografie Johnnyho Cashe

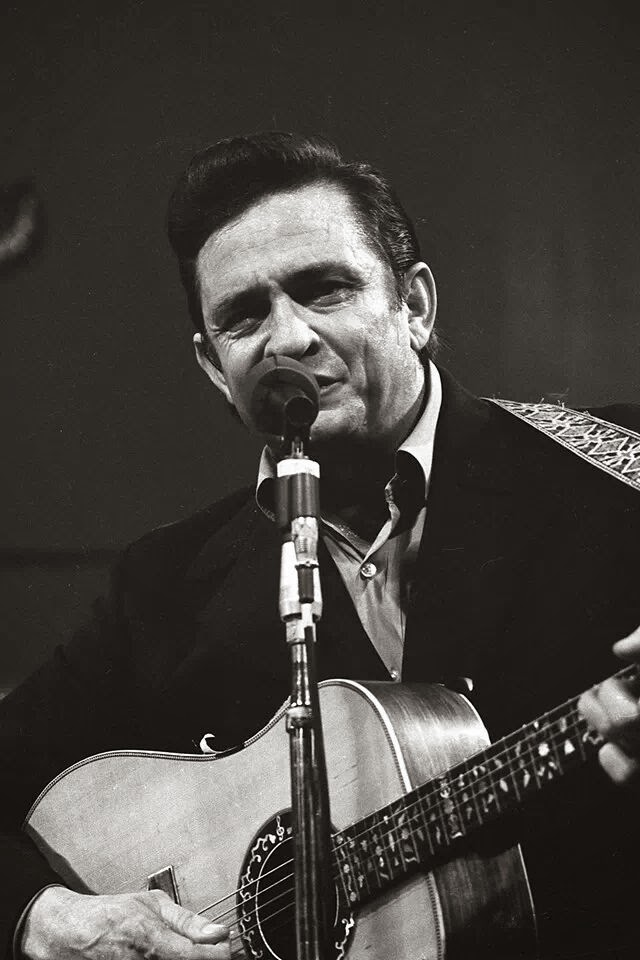
Johnny Cash v San Quentinu (1969)

Diskografie Johnnyho Cashe – od roku 1957 do roku 2014.
- 1957 – Johnny Cash With His Hot and Blue Guitar
- 1958 – Johnny Cash Sings the Songs That Made Him Famous
- 1958 – The Fabulous Johnny Cash
- 1959 – Hymns by Johnny Cash
- 1959 – Songs of Our Soil
- 1959 – Greatest Johnny Cash
- 1960 – Johnny Cash Sings Hank Williams
- 1960 – Ride This Train
- 1960 – Now, There Was a Song!
- 1961 – Now Here's Johnny Cash
- 1962 – Hymns from the Heart
- 1962 – The Sound of Johnny Cash
- 1962 – All Aboard the Blue Train
- 1963 – Blood, Sweat, and Tears
- 1963 – Ring of Fire
- 1963 – The Christmas Spirit
- 1964 – Keep on the Sunny Side
- 1964 – I Walk the Line
- 1964 – The Original Sun Sound of Johnny Cash
- 1964 – Bitter Tears: Ballads of the American Indian
- 1965 – Orange Blossom Special
- 1965 – Ballads of the True West
- 1965 – Mean as Hell
- 1966 – Everybody Loves a Nut
- 1966 – Happiness is You
- 1967 – Johnny Cash & June Carter: Jackson
- 1967 – Johnny Cash's Greatest Hits
- 1967 – Carryin' on with Cash and Carter
- 1968 – From Sea to Shining Sea
- 1968 – At Folsom Prison
- 1968 – The Holy Land
- 1969 – At San Quentin
- 1969 – Johnny Cash
- 1969 – Original Golden Hits, Volume I
- 1969 – Original Golden Hits, Volume II
- 1969 – Story Songs of the Trains and Rivers
- 1969 – Got Rhythm
- 1970 – Johnny Cash Sings Folsom Prison Blues
- 1970 – The Blue Train
- 1970 – Johnny Cash Sings the Greatest Hits
- 1970 – Johnny Cash and June Carter Cash: Jackson
- 1970 – Johnny Cash: The Legend
- 1970 – The Walls of a Prison
- 1970 – Sunday Down South
- 1970 – Showtime
- 1970 – Hello, I'm Johnny Cash
- 1970 – The Singing Storyteller
- 1970 – The World of Johnny Cash
- 1970 – Johnny Cash Sings I Walk the Line
- 1970 – The Rough Cut King of Country Music
- 1970 – The Johnny Cash Show
- 1970 – I Walk the Line – Movie Soundtrack
- 1970 – Little Fauss and Big Halsy – Movie Soundtrack
- 1971 – Man in Black
- 1971 – Johnny Cash and Jerry Lee Lewis Sing Hank Williams
- 1971 – Johnny Cash: The Man, His World, His Music
- 1971 – The Johnny Cash Collection: Greatest Hits Volume II
- 1971 – Understand Your Man
- 1971 – Original Golden Hits, Volume III
- 1972 – A Thing Called Love
- 1972 – Give My Love to Rose
- 1972 – America
- 1972 – The Johnny Cash Songbook
- 1972 – Christmas: The Johnny Cash Family
- 1973 – The Gospel Road
- 1973 – Any Old Wind That Blows
- 1973 – Now, There Was a Song
- 1973 – The Fabulous Johnny Cash
- 1973 – Johnny Cash and His Woman
- 1973 – Sunday Morning Coming Down
- 1973 – Ballads of the American Indian
- 1974 – Ragged Old Flag
- 1974 – Five Feet High and Rising
- 1974 – The Junkie and the Juicehead Minus Me
- 1975 – Johnny Cash Sings Precious Memories
- 1975 – The Children's Album
- 1975 – John R. Cash
- 1975 – Johnny Cash at Österåker Prison
- 1975 – Look at Them Beans
- 1975 – Strawberry Cake
- 1976 – One Piece at a Time
- 1976 – Destination Victoria Station
- 1977 – The Last Gunfighter Ballad
- 1977 – The Rambler
- 1978 – I Would Like to See You Again
- 1978 – Greatest Hits, Volume III
- 1978 – Gone Girl
- 1979 – Johnny Cash – Silver
- 1979 – A Believer Sings the Truth
- 1980 – Rockabilly Blues
- 1980 – Classic Christmas
- 1981 – The Baron
- 1981 – Encore
- 1982 – The Survivors
- 1982 – A Believer Sings the Truth, Volume I
- 1982 – The Adventures of Johnny Cash
- 1983 – Johnny Cash – Biggest Hits
- 1983 – Johnny 99
- 1983 – Songs of Love and Life
- 1983 – Koncert v Praze
- 1984 – I Believe
- 1985 – Highwayman
- 1986 – Rainbow
- 1986 – Class of '55: Cash, Perkins, Orbison & Lewis
- 1986 – Heroes: Johnny Cash and Waylon Jennings
- 1986 – Believe in Him
- 1987 – Johnny Cash: Columbia Records 1958 – 1986
- 1987 – Johnny Cash is Coming to Town
- 1988 – Classic Cash
- 1988 – Water From the Wells of Home
- 1990 – Johnny Cash: Patriot
- 1990 – Boom Chicka Boom
- 1990 – Johnny Cash: The Man in Black 1954 – 1958
- 1991 – The Mystery of Life
- 1991 – Johnny Cash: The Man in Black 1959 – 1962
- 1991 – Come Along and Ride this Train
- 1992 – The Essential Johnny Cash
- 1994 – American Recordings
- 1995 – Johnny Cash: The Man in Black 1963 – 1969 plus
- 1995 – Highwaymen: The Road Goes on Forever
- 1996 – Unchained
- 1996 – Johnny Cash: The Hits
- 1998 – VH1 Storytellers: Johnny Cash and Willie Nelson
- 1998 – Johnny Cash at Folsom Prison and San Quentin
- 1998 – Johnny Cash: Crazy Country
- 1998 – Johnny Cash: Timeless Inspiration
- 1998 – Johnny 99
- 1999 – Johnny Cash: Super Hits
- 1999 – Johnny Cash and Carl Perkins: I Walk the Line/Little Fauss and Big Halsy
- 1999 – Just as I am
- 1999 – Rickabilly Blues
- 1999 – Cash on Delivery: A Tribute
- 1999 – The Legendary Johnny Cash
- 1999 – Johnny Cash and June Carter Cash: It's All in the Family
- 1999 – Johnny Cash at Folsom Prison
- 1999 – Sixteen Biggest Hits
- 2000 – Return to The Promised Land
- 2000 – Love, God and Murder
- 2000 – At San Quentin
- 2000 – Super Hits
- 2000 – American III: Solitary Man
- 2001 – Sixteen Biggest Hits: Volume II
- 2002 – The Essential Johnny Cash
- 2002 – American IV: The Man Comes Around
- 2002 – A Boy Named Sue and Other Story Songs znovuvydání alba Crazy Country z roku 1998
- 2003 – Unearthed
- 2004 – My Mother's Hymn Book
- 2005 – The Legend
- 2005 – The Legend Of Johnny Cash
- 2006 – American V: A Hundred Highways
- 2010 – American VI: Ain't No Grave
- 2014 – Out Among the Stars